# Judas Thaddäus Sigerst

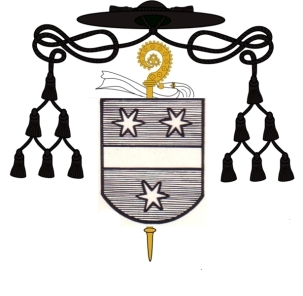
Das Wappen des Judas Thaddäus Sigerst

Judas Thaddäus Sigerst OSB (* 10. Juni 1735 in Poppenlauer; † 6. Mai 1806 in Würzburg) war von 1794 bis 1803 der letzte Abt des Benediktinerklosters Münsterschwarzach vor der Säkularisation.

## Münsterschwarzach und die Säkularisation
Seit der zweiten Hälfte des 17. Jahrhunderts war Münsterschwarzach im sogenannten Pactum religiosum organisiert. Hierbei handelte es sich um einen losen Bund verschiedener, vor allem fränkischer Klöster. Dieser konnte sich gegen die Würzburger Fürstbischöfe nur unzureichend durchsetzen. Zusätzlich belastete die Aufklärung das Klosterleben an der Schwarzach im späten 18. Jahrhundert, junge Mönche verließen das Kloster und schadeten so der Abtei. Während der Napoleonischen Kriege am Ende des 18. Jahrhunderts kam es zu Einquartierungen. 
Gleichzeitig näherte sich Kurpfalz-Bayern immer mehr an das napoleonische Frankreich an, da es so Ausgleich für seine verlorenen linksrheinischen Gebiete zu erlangen hoffte. Der Plan ging am 25. Februar 1803 auf, als im Reichsdeputationshauptschluss die Auflösung der geistlichen deutschen Staaten beschlossen wurde. Das Hochstift Würzburg, der letzte Beschützer des Klosters wurde bayerisch. Nach der Besetzung der Stadt wurde eine Kommission eingesetzt, die die Auflösung der ehemals fürstbischöflichen Klöster vorantreiben sollte.

## Leben

### Bis zur Benediktion
Judas Thaddäus Sigerst wurde am 10. Juni 1735 in Poppenlauer, heute ein Ortsteil von Maßbach, geboren. Am Tag seiner Geburt wurde er auf den Namen des Ortpatrons Judas Thaddäus getauft. Sein Vater, Ulrich Sigerst, war Amtskeller der Würzburger Fürstbischöfe in Poppenlauer. Seine Mutter Agnes entstammte dem Patriziergeschlecht der Balbus aus Volkach, das mit Christophorus einen der Vorgänger Sigersts als Abt in Münsterschwarzach stellte.
Sigerst begann seine schulische Ausbildung in Münnerstadt. Im dortigen Augustinerkloster wurde er humanistisch erzogen. Danach zog er nach Würzburg um, um an der dortigen Universität Philosophie zu studieren. Nach mehreren Wohnortwechseln beendete er dieses Studium im Jahr 1752. Er trat am 29. September 1752 in die Abtei Münsterschwarzach ein. Unter seinem Onkel Abt Christophorus Balbus legte er am 11. Oktober 1753 sein Gelübde als Mönch ab.
Im Kloster vertiefte er sein philosophisches Studium und erweiterte es mit der Theologie. Im Jahr 1759 zog er ins Stephanskloster nach Würzburg um und hörte dort weitere Vorlesungen des Rechts an der Universität. Am 18. September 1756 war er bereits zum Subdiakon geweiht worden, Diakon wurde er am 17. Dezember 1757. Seine Priesterweihe erfolgte am 21. November 1759 in der Hauskapelle des Fürstbischofs Franz Ludwig von Erthal. Im Jahr 1760 bekam er die Seelsorgevollmacht übertragen.
Nach Beendigung seines Rechtsstudiums wurde Sigerst wiederholt für Verwaltungsaufgaben im Kloster herangezogen. Zunächst begann er als Offizial in der Klosterkanzlei, ab dem Jahr 1773 übernahm er das Amt des Klostercellerar in Münsterschwarzach. Gleichzeitig wurde Sigerst als Festredner ins Klosterdorf Dimbach geladen, wo er in den Jahren 1780–1785 seelsorgerische Tätigkeiten ausübte. Im Jahr 1788 folgte die Ernennung zum Oberhaushälter des Klosters durch die Kirchenbehörde in Würzburg.

### Bis zur Säkularisation
Am 25. Februar 1794 wurde Judas Thaddäus Sigerst zum siebzigsten Abt des Klosters Münsterschwarzach gewählt. Er hatte im ersten Wahlgang 17 von 30 Stimmen erhalten. Am 22. Juni desselben Jahres wurde er vom Würzburger Weihbischof Andreas Fahrmann benediziert. Sigerst war zu diesem Zeitpunkt bereits 59 Jahre alt und behielt das Amt des Cellerars weiter, um sich besser um die wirtschaftliche Sanierung seines Klosters kümmern zu können. Dies gelang ihm sehr gut, sodass das Kloster schuldenfrei aufgelöst werden konnte.
Mit dem Beginn der Napoleonischen Kriege wurde eine Auflösung der Klöster immer wieder diskutiert, konkret wurden sie seit dem Jahr 1802 ins Auge gefasst. Am 21. November 1802 besuchte Abt Sigerst den bayerischen Generalkommissar Johann Wilhelm von Hompesch zu Bolheim, um mit ihm über die Zukunft seiner Abtei zu sprechen. Hompesch forderte die Vorlegung eines Klosteretats, ließ die Klosterinsassen am 9. Dezember 1802 den Eid auf die neue Regierung schwören und das Kloster in Besitz nehmen.
Am 8. Februar 1803 schrieb der Abt einen Brief an das Generalkommissariat, in dem er die Bitte um Auflösung der Abtei formulierte. Sigerst wollte so einem Plan zuvorkommen, der die Verlegung anderer Konvente in das geräumige Kloster vorsah. In einem zweiten Brief vom 9. Februar präzisierte Sigerst den Wunsch zur Auflösung. Der Abt erhoffte sich durch das Entgegenkommen Vorteile bei der Versorgung für sich und seine Mitbrüder zu erreichen. Am 7. Mai 1803 wurde die Abtei Münsterschwarzach aufgelöst.

### Bis zu seinem Tod
Nach der Auflösung des Klosters wurde Judas Thaddäus im Zehnthof der Gemeinde Stadelschwarzach untergebracht, der ursprünglich das Verwaltungsgebäude der Abtei im Dorf war. Zeitweise lebte Sigerst allerdings weiterhin in der Abtei, wo er als Gast geduldet war. Mit dem Wohnrecht in Stadelschwarzach war auch ein Jagdrecht auf Gerlachshausener Gemarkung verbunden, die der ehemalige Abt während dieser Zeit trotz seines fortgeschrittenen Alters wohl wahrnahm.
Ein Jahr nach der Auflösung begann der Verkauf der Klostergüter und Sigerst musste die Baulichkeiten räumen. Er ersuchte die Regierung um eine Erhöhung seiner Pension, die ihm ab dem Jahr 1805 auch gewährt wurde. Siebzigjährig mietete er sich im Zweiten Bezirk von Würzburg, Haus Nr. 338, ein. Am 6. Mai 1806 starb Sigerst dort an einer Lungenentzündung. Zwei Tage später wurde der letzte Abt von Münsterschwarzach auf dem Domfriedhof beerdigt.

## Wappen

Das Wappen Dimbachs

Das Abtswappen des Judas Thaddäus Sigerst zeigt in Blau einen von drei 2:1 gestellten sechsstrahligen Sternen begleiteten Balken, alle Figuren silbern. Blau ist die Farbe des Klosters Münsterschwarzach, während der silberne Streifen auf den Erneuerer Egbert hinweist. 
Als Hinweis auf die ehemalige Zugehörigkeit des Ortes zum Klosterbesitz von Münsterschwarzach tauchen die Symbole im Wappen der ehemals selbstständigen Gemeinde Dimbach auf. Sigerst war dort vor seiner Ernennung zum Abt seelsorgerisch tätig. Außerdem befindet sich das Wappen auf dem Amtshaus des Klosters in Stadelschwarzach, wo Sigerst seinen Alterssitz hatte.